# Xysticus flavitarsis
Xysticus flavitarsis là một loài nhện trong họ Thomisidae.
Loài này thuộc chi Xysticus. Xysticus flavitarsis được Eugène Simon miêu tả năm 1877.